# Équipe du Canada féminine de soccer
Cet article traite de l'équipe féminine. Pour l'équipe masculine, voir Équipe du Canada de soccer.
Maillots
L'équipe du Canada féminine de soccer (football) est l'équipe nationale qui représente le Canada dans les compétitions féminines majeures de football : la Coupe du monde féminine de football, les Jeux olympiques d'été, le Championnat féminin de la CONCACAF, l'Algarve Cup et le tournoi de Chypre. La sélection féminine canadienne est sous l'égide de l'Association canadienne de soccer.
Le Canada est considéré comme l'une des nations fortes du soccer féminin. Sa meilleure performance en coupe du monde fut une quatrième place lors de l'édition 2003. Aux Jeux olympiques d'été, elle remporte la médaille d'or en 2021, après avoir été médaillée de bronze lors des deux précédentes éditions. De plus le Canada a remporté le Championnat féminin de la CONCACAF en 1998 et en 2010.
Les Canadiennes évoluent en maillot rouge, short rouge et chaussettes rouges.

## Histoire

### 1986-1993: Débuts de l'équipe du Canada sur la zone CONCACAF
Le Canada dispute son premier match officiel le 7 juillet 1986 contre les États-Unis, défaite 1-0. Il prend part à sa première compétition lors du Championnat féminin de la CONCACAF 1991, après trois victoires en phase de poules (6-0 contre le Costa Rica, 9-0 contre la Jamaïque et 2-0 contre Haïti) il se qualifie pour les demi-finales. Opposé à Trinité-et-Tobago, le Canada gagne 6-0 mais perd en finale 5-0 contre les États-Unis. Ce résultat ne permet donc pas au Canada de se qualifier pour la première édition de la coupe du monde 1991 qui a lieu en Chine la même année. En 1993, les Canadiennes disputent leur second Championnat féminin de la CONCACAF, elles battent en match d'ouverture Trinité-et-Tobago 4-0 mais sont tenues en échec par la Nouvelle-Zélande 0-0 et battues par les États-Unis 1-0. Les Canadiennes terminent troisièmes de l'édition (devancées à la différence de buts par la Nouvelle-Zélande).

### 1995-1996: Première participation à la Coupe du monde en 1995
Lors du Championnat féminin de la CONCACAF 1994, le Canada bat la Jamaïque (7-0), le Mexique (6-0) et Trinité-et-Tobago (5-0), mais une défaite lors de l'ultime match contre les États-Unis (0-6) le prive du trophée. Cependant ce résultat lui permet de se qualifier pour la coupe du monde 1995,. Lors de la coupe du monde, le Canada perd d'entrée contre l'Angleterre (2-3) puis est tenu en échec par le Nigeria (3-3) avant de perdre de nouveau contre les futurs champions du monde la Norvège (0-7). Le Canada termine ainsi troisième de sa poule, devançant le Nigeria à la différence de buts. Cette élimination au premier tour ne lui permet pas de participer aux Jeux olympiques d'été de 1996.

### 1998-2000: Premier trophée remporté par le Canada
Lors du Championnat féminin de la CONCACAF 1998, le Canada a la possibilité de s'emparer du trophée notamment en raison de l'absence des États-Unis. Après trois victoires faciles en phase de groupe (21-0 contre Porto-Rico, 14-0 contre la Martinique et 4-0 contre le Guatemala), elles écartent le Costa Rica (2-0) en demi-finale et battent le Mexique en finale sur le score de 1-0. Le Canada remporte son premier trophée international et se qualifie pour la coupe du monde 1999. Lors de cette coupe du monde, le Canada tient en échec le Japon (1-1) mais perd contre la Norvège (1-7) puis la Russie (1-4). Les Canadiennes sont éliminées et terminent donc de nouveau troisièmes de la poule, devançant le Japon à la différence de buts. Ce résultat ne permet donc pas au Canada de se qualifier pour les Jeux olympiques d'été de 2000. Lors de la Gold Cup 2000, édition qui invite deux nations phares du football féminin (la Chine et le Brésil), le Canada se qualifie pour les demi-finales après avoir terminé deuxième de son groupe derrière la Chine (victoires 4-3 contre le Mexique et 12-0 contre le Guatemala et défaite 2-3 contre la Chine). En demi-finale, les Canadiennes sont battues par les États-Unis 4-1 et terminent quatrièmes de la compétition après une nouvelle défaite 1-2 contre la Chine dans le match de classement pour la troisième place.

### 2001-2004: Le Canada, quatrième de la Coupe du monde 2003
En 2002, le Canada participe à la Gold Cup 2002, il remporte ses trois matchs de poule contre Haïti (11-1), la Jamaïque (9-0) et le Costa Rica (3-0) et bat le Mexique en demi-finale 2-0. Mais les Canadiennes sont de nouveau privées de trophée après leur défaite en finale contre les États-Unis qui s'imposent 2-1 après prolongations grâce à un but de Mia Hamm. Ce résultat de finaliste permet au Canada de se qualifier pour la coupe du monde 2003. Lors de cette coupe du monde organisée aux États-Unis, les Canadiennes perdent d'entrée contre l'Allemagne (1-4), mais se reprennent et s'imposent 3-0 contre l'Argentine et 3-1 contre le Japon. Les Canadiennes obtiennent ainsi leur première qualification pour les quarts de finale. En quart-de-finale, elles créent la surprise en battant 1-0 la Chine (finaliste de l'édition 1999) et se qualifient pour les demi-finales. En demi-finale en revanche elles se font éliminer par la Suède 2-1 et terminent quatrièmes de la compétition après une nouvelle défaite contre les États-Unis en match de classement pour la troisième place (1-3). Il s'agit de leur meilleure performance historique en coupe du monde. En 2004, le Canada prend part aux éliminatoires pour les Jeux olympiques d'été de 2004: après avoir écarté le Costa Rica (2-1), le Panama (6-0) et la Jamaïque (6-0), les Canadiennes se font surprendre par le Mexique en demi-finale en perdant 1-2 et terminent troisièmes en battant le Costa Rica 4-0 en match de classement. Ce résultat ne permet donc pas au Canada de se qualifier pour les Jeux olympiques.

### 2005-2007: Désillusion au premier tour de la Coupe du monde 2007
En 2006, le Canada participe à la Gold Cup 2006 qui détermine les qualifiés pour la coupe du monde 2007 qui a lieu en Chine. Les Canadiennes font leur entrée dans les demi-finales, elles battent la Jamaïque 4-0 mais perdent en finale contre les États-Unis 2-1 après prolongations. Cependant ce résultat permet au Canada de se qualifier pour la coupe du monde. Lors cette édition de la coupe du monde en 2007, le Canada perd d'entrée contre la Norvège (1-2) mais se reprend au match suivant en battant 4-0 le Ghana. Au troisième match, le Canada est opposé à l'Australie où une victoire est impérative pour se qualifier: le Canada mène 1-0 dès la première minute de jeu jusqu'à la 53e minute quand l'Australie parvient à égaliser. En fin de match le Canada grâce à un but de Christine Sinclair mène de nouveau à la 85e et se retrouve donc de nouveau qualifié pour les quarts de finale, mais un but de Cheryl Salisbury dans les arrêts de jeu  met fin aux espoirs de qualification du Canada à la 92e. L'Australie égalise 2-2 dans ce match crucial. Finalement au classement, l'Australie se qualifie  avec un seul point d'avance sur les Canadiennes.

### 2008: Première participation aux Jeux olympiques
Le tournoi de qualification pour les Jeux olympiques de 2008 réserve quelques surprises. Dans la phase de poule, le Canada l'emporte 6-0 face à l'équipe de Trinité-et-Tobago et bat ensuite le Costa Rica 1-0. En demi-finale, les Canadiennes gagnent 1-0 contre le Mexique. Les Canadiennes se retrouvent en finale contre les Américaines. Après 90 minutes de jeu réglementaire et le temps additionnel le score est de 1-1. Les États-Unis l'emportent aux tirs au but (6 à 5). Malgré cette défaite en finale, les Canadiennes se qualifient pour la première fois pour les Jeux olympiques.
Aux Jeux Olympiques de 2008, le Canada bat 2-1 l'Argentine, puis les Canadiennes obtiennent un match nul 1-1 contre la Chine devant 52 000 supporteurs. Dans le troisième match, les Suédoises battent le Canada 2-1 grâce à un but de Lotta Schelin. La Suède termine leader du groupe E et le Canada deuxième. Le Canada affronte les États-Unis en quarts de finale. Après un match très disputé, le score est de 1-1 après 90 minutes de jeu réglementaire. En temps supplémentaire, les Américaines entrent en collision avec une solide performance de la gardienne de but canadienne Karina LeBlanc, qui a remplacé Erin McLeod blessée (fracture du fémur) lors du premier but des États-Unis. L'attaquante américaine Natasha Kai marque le but de la victoire à la 100e minute. Cette victoire ouvre la porte des demi-finales pour les États-Unis et élimine les Canadiennes.

### 2011: Désastre à la Coupe du monde
Remportant tour à tour le Championnat féminin de la CONCACAF  et les tournois de Chypre et de Rio, la Coupe du monde 2011 laisse espérer un podium pour le Canada. Or c'est un désastre: trois défaites en trois matchs de phase de poule (Allemagne 2 -1 Canada, France 4-0 Canada, Nigéria 1-0 Canada), sept buts accordés contre un seul marqué (par une Christine Sinclair victime d'une fracture du nez). Pour la première fois de son histoire, l'équipe nationale féminine du Canada quitte une Coupe du monde sans avoir récolté le moindre point. La déception est immense chez les supporteurs canadiens, et la sélectionneuse Carolina Morace annonce sa démission peu de temps après le mondial.

### Londres 2012
En janvier 2012 se déroulent les qualifications pré-olympiques de la Concacaf où le Canada remporte tous ses matchs dont une victoire de 3-1 contre le Mexique en demi-finale devant 22,954 de ses partisans au BC Place de Vancouver. Cette victoire lui permet d'obtenir son ticket pour les Jeux olympiques de Londres et d'affronter en finale les États-Unis. Néanmoins, la finale se termine par une nette victoire 4-0 des Américaines
Par la suite, le Canada joue plusieurs matchs amicaux dont une victoire de 2-1 sur le Brésil puis une défaite de 1-3 contre la Suède. Début mars, le Canada atteint la deuxième place au Tournoi de Chypre, la France remportant la finale 2-0. En avril, l'équipe du Canada commence son entraînement à Vancouver afin de se préparer pour les Jeux olympiques. Dans le cadre de sa préparation pour Londres 2012, elle affronte la Chine, le 30 mai 2012, qu'elle bat 1-0 et a ensuite rendez-vous avec les États-Unis le 30 juin pour disputer un match amical.
Le Canada termine parmi les 2 meilleurs 3e de groupe avec 4 points, derrière la Suède et le Japon. Opposé en quart de finale à la Grande-Bretagne, pays hôte de la compétition et qui avait réussi un sans-faute au premier tour, le Canada créé la surprise et l'emporte 2-0. Le Canada est battu en demi-finale par les États-Unis, doubles tenantes du titre et futures vainqueures du tournoi, au cours d'un match complètement fou (3-4 après prolongations, après un score de 3-3 à la fin du temps réglementaire). Christine Sinclair a inscrit un triplé au cours de cette rencontre et a permis à son équipe de mener au score à trois reprises, mais les Américaines ont à chaque fois recollé au score avant de l'emporter sur un but d'Alex Morgan à la dernière minute des prolongations. Le Canada obtient la médaille de bronze en battant la France (1-0, but de Diana Matheson à la 90e minute) lors de la finale pour la 3e place. Christine Sinclair termine meilleure buteuse de la compétition avec 6 réalisations inscrites.

### Coupe du monde 2015 à domicile en demi-teinte
La Coupe du monde 2015 organisée au Canada, où la sélection est attendue au tournant après la campagne olympique de 2012 réussie, s'avère plus délicate qu'escompté pour le pays hôte qui termine en tête de son groupe lors du premier tour sans convaincre. Les Canadiennes n'ont en effet remporté qu'un seul match, en ouverture contre la Chine (1-0) sur un penalty transformé par Christine Sinclair dans les arrêts de jeu de la partie (92e minute), avant d'être accroché par la Nouvelle-Zélande (0-0) et les Pays-Bas (1-1). Opposé en 1/8e de finale à la Suisse qui dispute sa première phase finale de Coupe du monde, le Canada s'impose sur la plus petite des marges (1-0, but de Josée Bélanger à la 52e minute), avant de s'incliner en quarts de finale face à l'Angleterre (1-2).

### Rio de Janeiro 2016
Les Jeux olympiques de Rio 2016 sont en revanche une réussite pour le Canada, qui termine en tête de sa poule lors du premier tour avec 3 victoires en autant de rencontres disputées, dont un succès 2-1 contre l'Allemagne, futur vainqueur de la compétition. Le Canada écarte ensuite la France en quart de finale (1-0, but de Sophie Schmidt à la 56e minute), mais ne peut rééditer son exploit du premier tour en demi-finale contre l'Allemagne (défaite 0-2). Les Canadiennes réalisent la même performance qu'il y a 4 ans et s'adjugent la médaille de bronze en s'imposant lors du match pour la 3e place face au Brésil, pays hôte de l'épreuve (2-1).

### Coupe du monde de football 2019
La Coupe du monde 2019 voit le Canada connaître une élimination assez rapide. Si le premier tour se déroule sans accroc majeur, les Canadiennes laissent échapper la première place de leur groupe aux Pays-Bas, futures finalistes de la compétition, contre lesquelles elles s'inclinent (1-2) lors du match pour la première place de groupe. 2e du groupe avec 6 points grâce à un bilan de deux victoires et d'une défaite, le Canada retrouve en 1/8e de finale la Suède, de son côté 2e du groupe F avec un bilan comptable identique. Ce duel d'outsider est remporté par les Scandinaves sur la plus petite des marges (0-1, but de Stina Blackstenius à la 55e minute) ; tandis que les Canadiennes, qui ont obtenu un penalty, après utilisation de la vidéo, à la suite d'une main d'Asllani dans sa surface, verront Janine Beckie se heurter à un arrêt de la gardienne suédoise Hedvig Lindahl et rater l'égalisation.

### Médaille d'or pour sa première finale à Tokyo 2020
Le Canada réalise ensuite une campagne olympique 2021 historique, qui les voit atteindre la finale pour la première fois de leur histoire après une double médaille de bronze lors des deux précédentes éditions. Le Canada termine d'abord 2e de son groupe lors du premier tour avec 5 points, derrière la Grande-Bretagne qui compte deux unités de plus, avec un bilan d'une victoire (2-1 contre le Chili) et deux matchs nuls (1-1 en ouverture contre le Japon et sur le même score contre la Grande-Bretagne). Le Canada écarte ensuite le Brésil en quarts de finale aux tirs au but (0-0, 4 t.a.b. à 3) au terme d'une rencontre fermée et longtemps indécise. Le Canada créé la sensation en demi-finale contre les États-Unis, doubles championnes du monde en titre, qu'elles dominent sur le score de 1-0 grâce à un penalty converti par Jessie Fleming à la 74e minute après validation par la VAR, après avoir subi les assauts offensifs américains tout au long de la partie et avoir fait preuve d'une grande solidité défensive, mettant fin à une disette de 20 ans sans battre leurs voisines nord-américaines. Le Canada affronte en finale la Suède, un adversaire qui a jusqu'à présent remporté toutes ses rencontres dont une face aux États-Unis (3-0) au premier tour, et l'emporte aux tirs au but (1-1, 3 t.a.b à 2), glanant son premier titre international.

### Coupe du monde 2023 calamiteuse, fin de l'ère Sinclair
La Coupe du monde 2023 est totalement manquée pour le Canada qui est éliminé dès le 1er tour comme en 2011. Les Canucks sont d'abord contraintes à un nul surprenant contre le Nigeria (0-0) dans une rencontre marquée par un penalty raté par la capitaine Christine Sinclair qui aurait pu conférer un avantage décisif aux Nord-Américaines et s'avèrera ensuite préjudiciable sur le plan comptable. Le Canada se reprend ensuite face à l'Irlande après avoir été rapidement mené au score (2-1) et a besoin d'un match nul contre l'Australie pour espérer continuer l'aventure. Mais les protégées de Beverly Priestman sont dépassées et balayées par le pays hôte qui jouait également sa qualification (0-4) et quittent la compétition prématurément alors qu'elles étaient les championnes olympiques sortantes. Elles sont devenues les premières championnes olympiques en titre à ne pas se qualifier pour les phases à élimination directe de la Coupe du monde. Les évaluations de l'équipe ont une fois de plus critiqué son manque de potentiel de marquage, Sinclair n'étant plus dans la force de l'âge, ainsi que ses difficultés à suivre l'évolution du jeu féminin au niveau international,,.
Après la déception de la Coupe du monde, des doutes ont été soulevés quant aux perspectives de l'équipe lors de son match éliminatoire de qualification olympique de la CONCACAF en septembre contre la Jamaïque, cette dernière ayant obtenu des résultats inattendus à la Coupe du monde et atteint les huitièmes de finale,,. Priestman a apporté un certain nombre de changements à ses configurations, notamment en faisant débuter la remplaçante de longue date Cloé Lacasse et les relativement nouvelles venues Jade Rose et Sydney Collins. Le Canada a battu la Jamaïque par un score cumulé de 4-1 sur les deux matches, s'assurant ainsi une cinquième qualification olympique consécutive,. Sinclair n'a joué que trente minutes, entrant en jeu comme remplaçante lors du deuxième match au BMO Field. Après avoir obtenu la qualification olympique, Sinclair a annoncé qu'elle prendrait sa retraite à la fin de l'année, ayant été persuadée de participer à une « tournée d'adieu » qui a vu l'équipe jouer quatre matchs à travers le pays, y compris son premier dans les Maritimes depuis 2012. La tournée s'est terminée par le dernier match de Sinclair le 5 décembre 2023, qui a eu lieu à BC Place à Vancouver, rebaptisé « Christine Sinclair Place » pour l'occasion. Le Canada a battu l'Australie 1-0 devant une foule de 48 112 personnes, un record national pour un match amical féminin. Son départ a été qualifié de fin d'une ère pour le football canadien,.

### JO de Paris 2024: espionnage et absence de médaille
En prévision de la Gold Cup de la CONCACAF de 2024, Fleming est nommée capitaine. Les Canadiennes remportent leur groupe et terminent premières au classement général du tournoi, atteint la demi-finale face aux joueuses des États-Unis. À égalité 2-2 après prolongation, elles s'inclinent 1-3 aux tirs au but.
En juillet 2024, avant le début des Jeux olympiques d'été de 2024, des membres de l’encadrement de l'équipe sont pris en flagrant délit d'utilisation d'un drone caméra qui espionne la séance d'entraînement de joueuses néo-zelandaises, premières adversaires des  Canadiennes - au Stade Geoffroy-Guichard à Saint-Étienne. L'analyste de l'équipe, Joseph Lombardi, qui a piloté le drone est interrogé par la police  française,. Lombardi, l'entraîneur adjoint Jasmine Mander, et plus tard Priestman, sont congédiés par leur  fédération,. Sur plainte de la fédération néo-zelandaise de football, la Commission de discipline de la FIFA  retire six points à l'équipe canadienne, inflige une amende de 200 000 francs suisses à la   fédération canadienne de football et suspend Priestman, Lombardi et Mander pour un an,. Le Canada bat la Nouvelle-Zélande et la France sur des scores identiques de 2-1 et la Colombie 1-0 et, malgré la déduction de six points, se qualifie pour le tour à élimination directe, derrière la France et à égalité avec la Colombie à la différence de but. Après avoir fait match nul sans but face aux Allemandes en quart de finale, les Canadiennes sont éliminées du tournoi olympique aux tirs au but.

## Parcours dans les compétitions internationales
Le soccer (football) féminin au niveau des sélections nationales en Amérique du Nord est organisé autour de trois grandes compétitions internationales : la Coupe du monde mise en place en 1991 par la FIFA qui réunit les meilleures nations mondiales et où tous les continents ont leur(s) représentant(s), les Jeux olympiques mis en place en 1996 par le CIO qui autorise une compétition de football féminin (sans restriction d'âge contrairement aux hommes) où tout comme lors de la Coupe du monde chaque continent dispose d'un représentant ou plus, enfin le Championnat féminin de la CONCACAF qui est un tournoi continental où seules les sélections nord-américaines et latines sont réunies. Il existe d'autres tournois comme l'Algarve Cup les Jeux panaméricains et le Tournoi de Chypre, mais qui revêtent une importance moindre par rapport aux trois autres compétitions et sont disputés en général dans le cadre d'une préparation à un mondial.

### Parcours enCoupe du monde
Le tableau ci-contre récapitule les performances des Canadiennes en coupe du monde. Leur meilleure performance est réalisée à l'occasion de la coupe du monde 2003 où elles finissent à la quatrième place.
Les Canadiennes prennent part à 8 des 9 éditions de la coupe du monde. Elles franchissent le premier tour à 3 reprises, avec comme meilleur résultat une 4e place en 2003. Vainqueur de la Chine en quart-de-finale (1-0), elles s'inclinent en demi-finale contre la Suède (1-2) et perdent leur match de classement pour la troisième place contre les États-Unis (1-3) pour finalement terminer quatrièmes.
En 2023, les Championnes olympique sont éliminées au premier tour, après un match nul contre le Nigeria (0-0), une victoire contre l'Irlande (2-1) et une défaite contre l'Australie (0-4).

### Parcours auxJeux olympiques d'été
Le tableau ci-contre récapitule les performances des Canadiennes aux Jeux olympiques d'été.
À trois reprises, le Canada a la possibilité de se qualifier pour les Jeux olympiques, mais est devancé en 1996 et 2000 par les Américaines. En 2004 alors que la CONCACAF dispose de deux places, les Canadiennes sont battues par le Mexique dans le tournoi qualificatif. En 2008, deux places sont de nouveau mises en jeu, le Canada décroche enfin sa première qualification en s'imposant 1-0 en demi-finale contre le Mexique même si les Canadiennes s'inclinent en finale contre les États-Unis aux tirs au but.
En phase finale, le Canada bat l'Argentine (2-1), tient en échec la Chine, pays hôte, (1-1) avant d'être défait par la Suède (1-2). Les Canadiennes se qualifient toutefois pour les quarts-de-finale en raison de leur meilleure place de troisième mais les États-Unis affirment leur prépondérance (2-1).
Lors des Jeux Olympiques de 2012 à Londres, l'équipe canadienne remporte une victoire contre l'Afrique du Sud, un nul contre la Suède et une défaite contre le Japon. Le Canada se hisse alors pour les quarts de finale, où elle vainc la Grande-Bretagne (2-0). Finalement, les Canadiennes rencontrent leurs voisines Américaines en demi-finale, où elles perdent en prolongations (3-4), malgré un triplé de sa meilleure buteuse, Christine Sinclair. Pour finir, les Canadiennes battent la France (1-0) et décrochent la médaille de bronze. Pour le Canada, il s'agit de la première médaille olympique obtenue dans un sport traditionnel aux Jeux olympiques d'été depuis 1936.
Bis repetita quatre ans plus tard aux Jeux de Rio de Janeiro 2016 où le Canada s'octroie à nouveau la médaille de bronze aux dépens de l'hôte brésilien (2-1).
Aux Jeux de Tokyo 2020, le Canada réalise sa meilleure performance en atteignant la finale de la compétition après avoir éliminé en demi-finale les États-Unis. Les Canadiennes, opposées en finale à la Suède, décrochent leur premier titre olympique aux tirs au but (1-1, 3 t.a.b à 2).
L'équipe canadienne s'est qualifiée pour les Jeux olympiques de Paris 2024 pour défendre leur médaille d'or. Cependant une affaire d'espionnage par drone de l'équipe néo-zélandaise coûte 6 points à l'équipe et l'exclusion de l'entraîneuse. Le Canada parvient à se hisser en quarts malgré cette sanction en terminant 2e de son groupe après avoir remporté tous ses matchs, dont une victoire 2-1 contre les hôtes françaises. Son parcours s'arrête en quarts de finale après une élimination aux tirs au but face à l'Allemagne, à l'issue d'une rencontre sans buts (0-0, 2 t.a.b. à 4).

### Parcours enChampionnat féminin de la CONCACAF
Le tableau ci-contre récapitule les performances du Canada en Championnat féminin de la CONCACAF. Les Canadiennes  remportent le trophée à deux reprises, lors des éditions 1998 et 2010.
Le 8 novembre 2010, à Cancún, au Mexique, le Canada défait le Mexique devant ses partisans pour gagner le Championnat féminin de la CONCACAF. L'attaquante canadienne Christine Sinclair inscrit son sixième but du tournoi à la 54e minute et mène le Canada à une victoire 1-0. Ce tournoi est impressionnant pour l'équipe canadienne qui termine invaincue avec une fiche de 5-0-0, récoltant 17 buts tout en ne concédant aucun but aux équipes adversaires. Les canadiennes obtiennent ainsi leur place à la Coupe du monde féminine de la FIFA, Allemagne 2011.

### Autres compétitions
Le Canada a pris part à d'autres compétitions ayant une importance moindre par rapport aux trois précédentes tels que l'Algarve Cup en 2000 (5e), en 2001 (4e), en 2002 (8e) et en 2003 (7e), les Jeux panaméricains en 1999 (2e), en 2003 (2e), 2007 (3e) et 2011 (1re), et le tournoi de Chypre en 2009 (2e), en 2010 (1re), en 2011 (1re), en 2012 (2e) et en 2013 (2e).

## Personnalités emblématiques

### Joueuses
| Rang | Joueuse            | Nbre de sélections | Années    |
| ---- | ------------------ | ------------------ | --------- |
| 1    | Christine Sinclair | 331                | 2000-2023 |
| 2    | Sophie Schmidt     | 226                | 2005-2023 |
| 3    | Diana Matheson     | 206                | 2003-2021 |
| 4    | Desiree Scott      | 187                | 2010-     |
| 5    | Rhian Wilkinson    | 181                | 2003-2017 |
| 6    | Kadeisha Buchanan  | 153                | 2013-     |
| 7    | Ashley Lawrence    | 138                | 2013-     |
| 8    | Jessie Fleming     | 136                | 2013-     |
| 9    | Andrea Neil        | 132                | 1991-2007 |
| 9    | Brittany Baxter    | 132                | 2002-2014 |

| Rang | Joueuse            | Buts marqués | Nbre de sélections | Années    |
| ---- | ------------------ | ------------ | ------------------ | --------- |
| 1    | Christine Sinclair | 190          | 331                | 2000-2023 |
| 2    | Charmaine Hooper   | 71           | 129                | 1986-2006 |
| 3    | Adriana Leon       | 40           | 118                | 2013-     |
| 4    | Silvana Burtini    | 38           | 77                 | 1987-2003 |
| 5    | Janine Beckie      | 36           | 109                | 2015-     |
| 6    | Kara Lang          | 34           | 92                 | 2002-2010 |
| 7    | Melissa Tancredi   | 27           | 125                | 2004-2017 |
| 8    | Andrea Neil        | 24           | 132                | 1991-2007 |
| 9    | Jordyn Huitema     | 21           | 85                 | 2017-     |
| 10   | Sophie Schmidt     | 20           | 226                | 2003-2023 |
| 10   | Jessie Fleming     | 20           | 136                | 2013-     |

### Sélectionneurs
| Nationalité | Nom                   | Période               |
| ----------- | --------------------- | --------------------- |
|             | Neil Turnbull         | 1986 - 1991           |
|             | Sylvie Béliveau       | 1993 - 1995           |
|             | Neil Turnbull         | 1996 - 1999           |
|             | Even Pellerud         | 2000 - 2008           |
|             | Ian Bridge            | 2 matchs en 2007      |
|             | Carolina Morace       | 2009 - 2011           |
|             | John Herdman          | 2011 - jan. 2018      |
|             | Kenneth Heiner-Møller | jan. 2018 - juin 2020 |
|             | Beverly Priestman     | oct. 2020 -           |

### Effectif actuel
Liste des 26 joueuses sélectionnées pour participer aux matchs amicaux du 9 et 13 avril 2021 contre le  Pays de Galles et l' Angleterre (partiellement actualisé pour certaines joueuses au 4 août 2024).

## Classement FIFA
| Année               | 2003 | 2004 | 2005 | 2006 | 2007 | 2008 | 2009 | 2010 | 2011 | 2012 | 2013 | 2014 | 2015 | 2016 | 2017 | 2018 | 2019 | 2020 | 2021 | 2022 | 2023 |
| ------------------- | ---- | ---- | ---- | ---- | ---- | ---- | ---- | ---- | ---- | ---- | ---- | ---- | ---- | ---- | ---- | ---- | ---- | ---- | ---- | ---- | ---- |
| Classement mondial  | 11   | 11   | 13   | 11   | 9    | 11   | 12   | 9    | 7    | 7    | 7    | 9    | 11   | 4    | 5    | 5    | 8    | 8    | 6    | 6    | 10   |
| Classement Concacaf | 2    | 2    | 2    | 2    | 2    | 2    | 2    | 2    | 2    | 2    | 2    | 2    | 2    | 2    | 2    | 2    | 2    | 2    | 2    | 2    | 2    |